# Gaspar Cassadó i Moreu

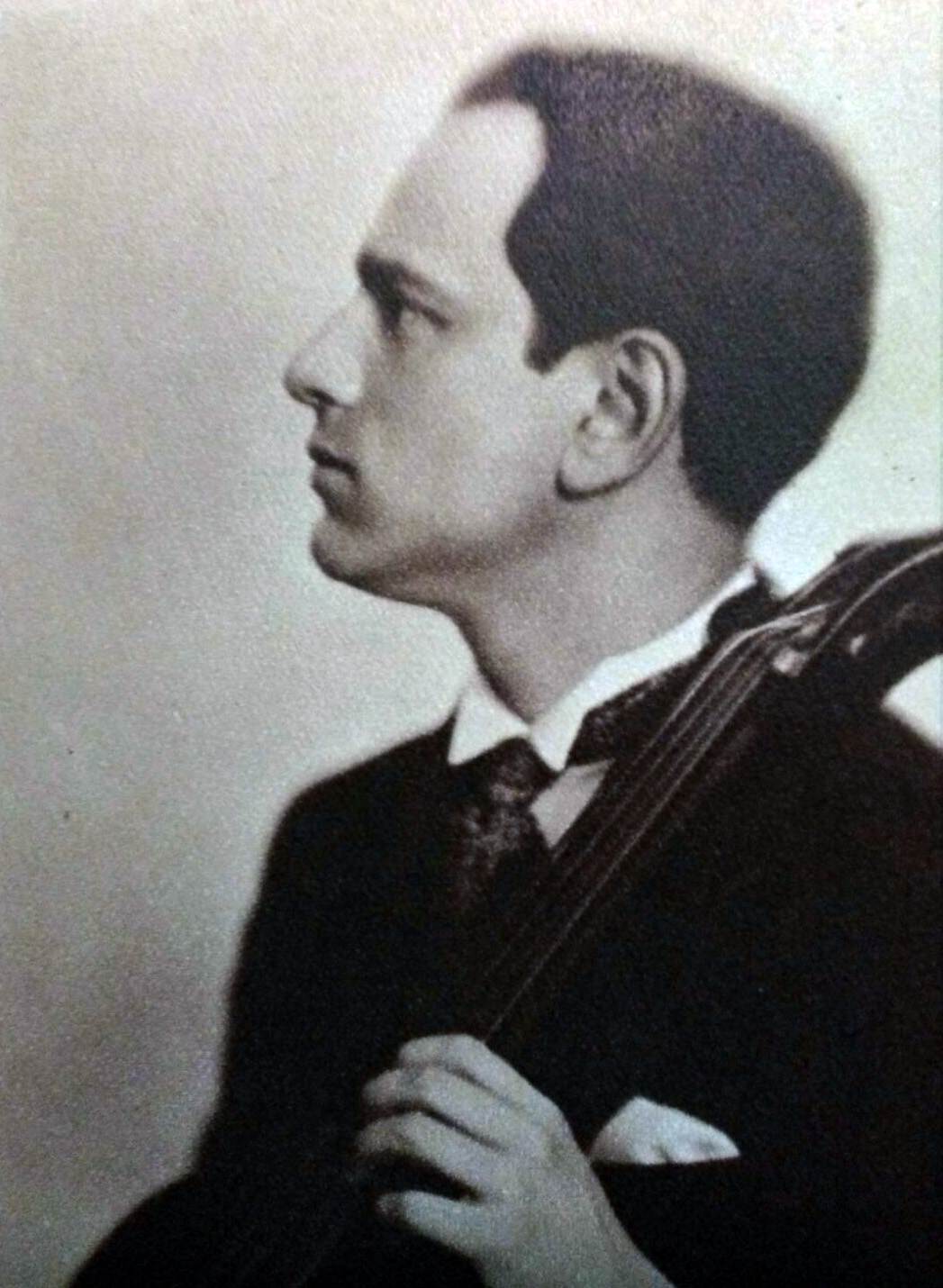
Gaspar Cassadó i Moreu

Gaspar Cassadó i Moreu (Barcelona, 5 d'octubre de 1897 – Madrid, 24 de desembre de 1966) fou un violoncel·lista i compositor català.

## Vida

### Inicis
Fou el tercer de cinc fills (Agustí, David, Gaspar, Montserrat i Josep) del matrimoni entre els mataronins Joaquim Cassadó, compositor i mestre de capella de la Basílica de la Mercè de Barcelona, i d'Agustina Moreu i Fornells, germana de qui va ser l'amor impossible d'Antoni Gaudí, Josepa Moreu i Fornells. Va ser inscrit amb els noms de Gaspar David Ramon Cassadó i Moreu.
A Barcelona començà als 5 anys a estudiar música amb el seu pare i als 7 anys a estudiar el violoncel amb el mestre Dionís March de la mateixa capella de Nostra Senyora de la Mercè que dirigia el seu pare. Estiuejaven a la finca familiar dels Moreu de Santa Helena d'Agell.
La seva mare era una dona de gran caràcter i empenta que sabé entendre el caràcter artístic del seu marit i l'ajudà a criar una família des de les precàries circumstàncies que representava viure de la música. La família Cassadó fundà "Cassadó & Moreu", un dels primers negocis de pianos de Barcelona, que estava situat al Passeig de Gràcia 128.
El seu germà gran, Agustí Cassadó i Moreu demostrava també grans dots en el violí. El talent dels seus fills i la seva inquietud per ampliar els seus coneixements en el camp de la composició dugué al pare de família a traslladar-se amb els seus dos fills a París l'any 1907. Van finançar els seus estudis a la capital francesa amb una beca que aconseguiren de l'Ajuntament de Barcelona.

### París
Una vegada arribat a París establí contacte amb Pau Casals. El gran virtuós de l'època, en la plenitud de la seva carrera, estava constantment de gira, però no dubtà un sol moment en prendre a Cassadó com a deixeble després d'escoltar-lo.
Durant aquella primera dècada del segle xx, París mantenia la seva capitalitat cultural d'Europa. Era el moment àlgid de les carreres compositives de Claude Debussy i de Maurice Ravel, al costat d'un jove Satie i dels ballets russos de Diàguilev. Manuel de Falla també es trobava a París en aquesta època, amb el compositor italià Alfredo Casella, Isaac Albéniz, Joaquín Turina i Ricard Viñes, el gran pianista del moment.
Amb l'impuls del seu pare i amb el seu inusual talent musical com a carta de presentació, el jove Gaspar Cassadó s'introduí molt aviat en els cercles musicals de París. Estudià harmonia i composició amb Maurice Ravel i es convertí en un gran amic dels ja anomenats Manuel de Falla, Casella i Viñas.
Cassadó fou el violoncel·lista que més temps estudià amb Pau Casals.
El 1914 comença la Primera Guerra Mundial i també mor víctima d'una epidèmia el seu germà Agustí. Torna a Barcelona des d'on es dedica a fer concerts per les principals societats filharmòniques d'Espanya. Moltes vegades va fer concerts amb l'exímia pianista Alicia de Larrocha (el primer piano que va tenir Alicia de Larrocha era de la firma Cassadó & Moreu).

### Inici carrera internacional
A la fi de la Primera Guerra Mundial, va fer una gran carrera com a solista actuant per tot el món. Va participar com a jurat en concursos internacionals. També a Barcelona va dedicar-se a professor del seu instrument tenint entre els seus alumnes els que després serien uns grans violoncel·listes en Ricard Boadella i Sanabra i en Lluís Millet i Farga, aquest era nebot de Lluís Millet i Pagès.
El 1918 es pot considerar l'any d'inici de la seva carrera internacional amb concerts a França i Itàlia gràcies a la seva amistat amb Alfredo Casella (1883-1947).
El 1920 realitza la seva primera gira per Amèrica, concretament a l'Argentina acompanyat al piano per José Maria Franco y de Bordons.
La primera obra pròpia que se sap que estrenà fou "La filadora, el rellotge i el galan" el 1922. A partir d'aquest moment, la composició forma part del desenvolupament de la seva personalitat creativa i compagina la interpretació i la composició durant gran part de la seva vida.
En 1923 i gràcies a l'amistat amb Francesco von Mendelssohn va conèixer a la cantant i pianista Giulietta Gordigiani, hereva de la cultura artística florentina, amb la qual va viure durant més de tres dècades, establint-se a Florència. Giulietta Gordigiani, vídua de Robert von Mendelssohn li va oferir un suport fonamental per al desenvolupament i impuls de la seva carrera, a més d'una excel·lent col·laboració al piano. Grans virtuosos, van crear un duo de violoncel i piano amb el qual van recórrer els escenaris europeus durant més d'una dècada collint un gran èxit, l'elogi del públic i l'admiració de la crítica.
En 1925 es van exhibir a Florència, Roma, Viena, Londres i Nàpols i al setembre van estrenar junts, en el Teatre de la Fenice de Venècia, la Sonata per a piano i violoncel de Cassadó. En 1926, el duo Cassadó- von Mendelssohn-Gordigiani va tocar a Viena i posteriorment Gaspar Cassadó va passar una temporada a Londres on el va sorprendre la mort del seu pare i on va compondre l'obra Rapsòdia catalana. A la tardor de 1926 van fer una gira per Catalunya, actuant en el Teatre Principal d'Olot (Girona) i en el Palau de la Música Catalana de Barcelona i van finalitzar l'any a Viena. En 1927, van actuar a París, Florència i Alemanya i a l'any següent a París, Montecarlo, Viena i Berlín. En aquesta última ciutat, Gaspar Cassadó va fer un concert amb l'Orquestra Filharmònica de Berlín dirigida per Wilhelm Furtwängler en homenatge al 100 aniversari de la mort de Franz Schubert, interpretant la seva adaptació de la Sonata Arpeggione per a violoncel i orquestra.
A principis de 1929, Giulietta i Gaspar van actuar a Trieste, Florència, Marsella i Londres i a l'octubre van tornar a Berlín. L'any següent se'n van anar de gira per Roma, Frankfurt, París i Viena i a partir de 1931 la freqüència dels seus concerts va començar a disminuir, ja que Gaspar Cassadó va iniciar una gira en solitari per Europa. En 1932 van tornar a tocar junts a Florència, Londres, Viena i Barcelona i, en 1933, a l'Alger.
En 1940 Gaspar Cassadó va realitzar una gira pels Estats Units i va passar els anys de la Segona Guerra Mundial en la vila de Striano, al costat de Giulietta. A partir del 1946 fou professor de l'Accademia Chigiana de Siena i des del 1958, de la Staatliche Hochschule für Musik de Colònia. El 1958 va ser també un dels fundadors del "Curso de música española Música en Compostela" a Santiago de Compostel·la. El 1959 va contraure matrimoni amb la pianista japonesa Chieko Hara, que també havia estat la seva parella artística. Va morir a Madrid el 1966.
A Florència, des del 1969, cada dos anys se celebra el concurs internacional de violoncel Gaspar Cassadó.

## Obra
Si bé la seva faceta d'intèrpret és la més coneguda, també va escriure un conjunt d’obres per a violoncel, concerts, oratoris i música de cambra, on es veu clarament l'empremta de músics com Manuel de Falla o Maurice Ravel. Del catàleg de la seva obra orquestral sobresurt el Concert per a violoncel i orquestra en re menor, que estrenà amb l’Orquestra Pau Casals el 1926, la Rapsòdia catalana (1928), interpretada per primera vegada a Nova York el 1929, i les Variacions concertants per a piano i orquestra (1930), estrenada també per l’Orquestra Pau Casals.
De les obres de cambra destaquen els tres Quartets de corda així com diferents peces per a violoncel i piano. També va fer una gran quantitat de transcripcions per a violoncel i va escriure una sardana: Vilassar de Mar.
El fons de la família Cassadó es conserva a la Biblioteca de Catalunya i la major part de les obres de Gaspar Cassadó van ser dipositades per la seva esposa Chieko Hara a la Universitat de Tamagawa, al Japó. El fons porta per nom "Gaspar Cassadó & Chieko Hara Collection".
Cassadó va fer nombrosos arranjaments d’obres antigues i, sota aquesta aparença, de vegades feia passar la seva pròpia música com si fos escrita per algun mestre del passat. El més famós d'aquests jocs ucrònics és una toccata que Cassadó va atribuir al compositor Girolamo Frescobaldi, de principis del segle xvii, però que possiblement va ser obra del mateix Cassadó.